# Федеральное дорожно-строительное управление
Федеральное дорожно-строительное управление при Министерстве обороны Российской Федерации (ФДСУ при Минобороны России) — государственное учреждение (орган военного управления) при Министерстве обороны Российской Федерации, существовавший с 1992 по 1997 годы, и осуществлявший управление дорожно-строительными соединениями, частями, учреждениями и организациями, а также другими формированиями, входившими в его состав.
Код номерных знаков транспортных средств — 20.

С ноября 1993 года в ФДСУ при Минобороны России выпускалась еженедельная газета «Дороги России», зарегистрированная под № 012677 в Комитете Российской Федерации по печати.

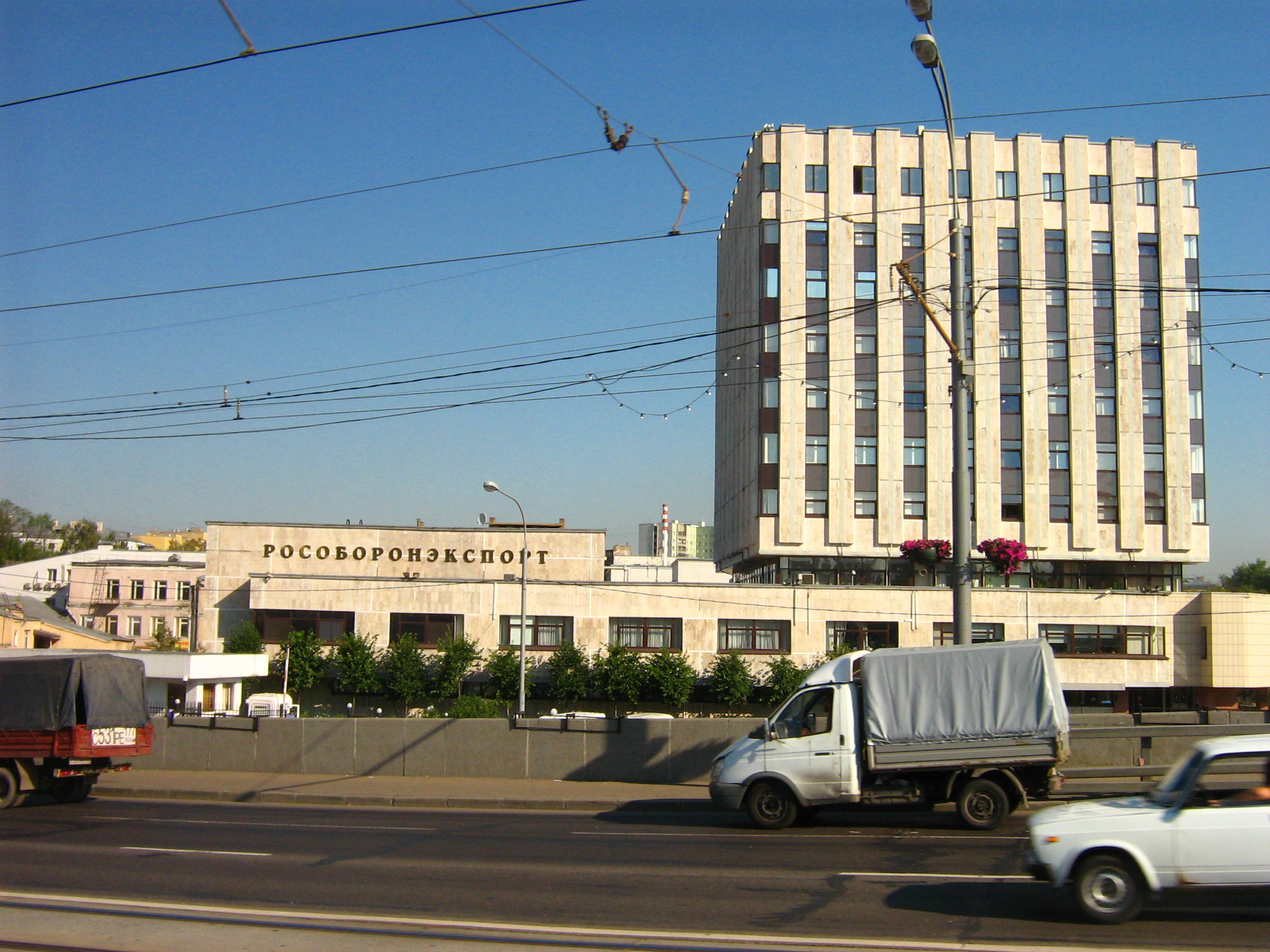
Здание ФДСУ при Минобороны России (ныне Рособоронэкспорт) на улице Стромынка, дом № 27.

Структуры дорожно-строительного управления размещались в Москве по почтовым адресам:
- улица Интернациональная (с 1994 года — Яузская), дом № 8;
- улица Мясницкая, дом № 41, корпус А, Б, В, Г;
- улица Стромынка, дом № 27.

## Наименования
За период своего существования (в качестве структурного подразделения и госучреждения) имело следующие наименования:
- Центральное дорожно-строительное управление Министерства обороны СССР (ЦДСУ МО СССР) [19.02.1988—07.05.1992][4][5][6];
- Центральное дорожно-строительное управление Министерства обороны Российской Федерации (ЦДСУ Минобороны России) [07.05.1992—08.12.1992][6][7];
- Федеральное дорожно-строительное управление при Министерстве обороны Российской Федерации (ФДСУ при Минобороны России) [08.12.1992—06.10.1997][7][1].

Несостоявшееся наименование
- Федеральное дорожно-строительное управление при Федеральной дорожной службе России (ФДСУ при ФДС России) [16.07.1997—06.10.1997][8][1] — наименование государственного учреждения, просуществовавшее менее 3 месяцев лишь на бумаге (в виде Указа Президента России № 726)[8], однако само государственное учреждение с указанным наименованием как юридическое лицо никогда не существовало в связи с тем, что его реорганизация из ФДСУ при Минобороны России так и не была завершена[1][9].

В просторечии — ЦДСУ, ФДСУ.

## История
В 1988 году, в связи с очередным сокращением Вооружённых Сил СССР (ВС СССР) в очередной раз была предпринята попытка решить экономические, социальные и хозяйственные вопросы в стране, за счёт вооружённых сил.

Когда меня назначили министром, Горбачёв вызывает меня и говорит: надо сокращать армию. Пять армейских управлений сократили. Сократили два управления военных округов — Приволжского и Среднеазиатского. Сократили несколько дивизий. И вместо всего этого создали военно-строительные соединения и объединения. Горбачев предложил: давайте создадим корпус для строительства в Нечерноземье. Создали корпус. Плюс к этому четыре железнодорожных корпуса работали тогда на народное хозяйство. Два корпуса БАМ строили, а ещё два корпуса в Тюменской области к нефтяным вышкам железные дороги проводили. Одна железнодорожная бригада в Монголии трудилась, ещё одна — в Азербайджане. Но этого ему показалось мало. Предлагает: давайте создадим рисовые бригады. Создали рисовые бригады, дивизии на Дальнем Востоке. Мы специально организовали два военных совхоза, которые для космонавтов и жителей Ленинска выращивали рис. А 500 военных отрядов работали на заводах промышленности. Особенно на химических предприятиях…
— Экс-министр обороны СССР Дмитрий Язов
По указанию Генерального секретаря Центрального комитета КПСС (ЦК КПСС) М. С. Горбачёва, Коммунистическая партия Советского Союза (КПСС) и Советское правительство решили поднять на новый уровень огромный регион — Нечернозёмную зону Российской Советской Федеративной Социалистической Республики (РСФСР), где нужна была развитая сеть автомобильных дорог между населёнными пунктами, для успешного социального и экономического развития регионов РСФСР, которая бы обеспечивала надёжную связь между предприятиями и хозяйствами агропромышленного комплекса и населёнными пунктами.

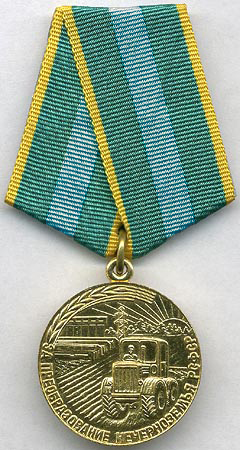
Медаль «За преобразование Нечерноземья РСФСР».

Решением Правительства СССР были провозглашены государственные программы «Дороги Нечерноземья» и «Дороги на селе», для чего были приняты:
- Постановление ЦК КПСС и Совета министров СССР № 272 от 19 февраля 1988 года «О государственной программе строительства и реконструкции, автомобильных дорог в Нечернозёмной зоне РСФСР»[4];
- Постановление Совмина РСФСР № 12 от 1991 года;
- Распоряжение Совмина РСФСР от 6 августа 1991 года № 860-р «О содержании военно-дорожных формирований Центрального дорожно-строительного управления Министерства обороны СССР, осуществляющих строительство внутрихозяйственных автомобильных дорог в Нечернозёмной зоне РСФСР»[10];
- Постановления Совминов Архангельской, Вологодской, Кировской, Костромской, Горьковской, Орловской, Пермской, Рязанской, Свердловской областей и Удмуртской Автономной Советской Социалистической Республики (Удмуртской АССР).

Одним из государственных органов ответственным за реализацию данных Постановлений было назначено Министерство обороны СССР (МО СССР).
Одной из задач этих Постановлений было строительство автомобильных дорог (АД) общего пользования и АД для внутрихозяйственных нужд (внутрихозяйственные АД) в рамках программ «Дороги Нечерноземья» и «Дороги на селе». Для реализации этих программ, Постановление ЦК КПСС и Совмина СССР от 19 февраля 1988 года № 272 объявляется Приказом Министра обороны СССР № 0185, в соответствии с которым создаётся Центральное дорожно-строительное управление Министерства обороны СССР (ЦДСУ МО СССР), начальником ЦДСУ МО СССР был назначен генерал-лейтенант (генерал-полковник с 1990 года) С. Х. Аракелян, главным инженером полковник В. Д. Ковшов. Штаб-квартира — город Москва.
Для реализации Постановлений, Министром обороны СССР перед главнокомандованиями (главкоматами) родов войск (сил), управлениями ВС СССР, управлениями Министерства обороны СССР и управлениями военных округов (ВО) [групп войск] была поставлена задача по формированию (из сокращаемых воинских формирований ВС СССР), и обеспечению воинских частей и соединений ЦДСУ МО СССР, и отправки их к местам выполнения задач по предназначению в девять областей и одну автономную республику РСФСР, а именно: в Архангельскую, Вологодскую, Кировскую, Костромскую, Горьковскую, Орловскую, Пермскую, Рязанскую, Свердловскую области и Удмуртскую АССР.
Ответственным за формирование ЦДСУ МО СССР было определено и назначено Главное управление инженерных войск (штаб инженерных войск). Центральное дорожное управление (ЦДУ) МО СССР отказалось в связи с наличием в его подчинении только скадрованных частей и соединений, выполнявших задачи в составах Ограниченного контингента советских войск в Афганистане (ОКСВА) и нефтегазового комплекса Западной Сибири.
В формируемые соединения и части были направлены военнослужащие сокращаемых формирований из состава Советской Армии (РВСН, СВ, ВВС, войска ПВО), и даже ВМФ СССР.
Первоначально были созданы основные организационные и производственные единицы ЦДСУ МО СССР — 20 отдельных дорожно-строительных бригад (одсбр) четырёхбатальонного состава. Позднее они были сведены, в созданные для улучшения управляемости, три дорожно-строительных корпуса (дск), штаб-квартиры в г. Вологда, Киров и Рязань.

Кировская область. Нет недаром силы ЦДСУ… занимались строительством там дорог по программе «Дороги Нечерноземья». Дороги хорошего качества с приличной видимостью.
— Фиеста-клуб.ру
Для нормального функционирования производственной деятельности ЦДСУ МО СССР также были сформированы:
- базы материально-технического снабжения (БМТС);
- базы автотранспортной и дорожно-строительной техники (БАТиДСТ);
- отдельные ремонтно-восстановительные батальоны (орвб);

Для подготовки (доподготовки) специалистов дорожных войск по военно-учётным специальностям (ВУС) были сформированы отдельные учебные дорожные бригады (оудбр), дислоцировавшиеся:
- г. Кагул, Одесский военный округ (ОВО);
- пгт. Скала-Подольская, Прикарпатский военный округ (ПрикВО);
- г. Слуцк, Белорусский военный округ (БВО);
- г. Урюпинск, Северо-Кавказский военный округ (СКВО).

Все формирования ЦДСУ МО СССР содержались вне норм численности ВС СССР и находились (первоначально) в оперативном подчинении МО СССР (Главное управление инженерных войск [штаб инженерных войск]), а по вопросам производственной деятельности — Правительству РСФСР.
С 1990 года ЦДСУ МО СССР переподчинено Главкомату (главному штабу) Сухопутных войск (СВ) ВС СССР.

Генерал-полковник Аракелян — начальник вновь созданного Центрального дорожно-строительного управления. И сам генерал, и его управление, да и подавляющее число офицеров и солдат — выходцы в основном из инженерных и строительных войск… И только напор Военного совета нашего Главкомата и в первую очередь непоколебимая настойчивость генерала Аракеляна и его управления помогли нам все-таки встать на ноги и уже в 1990 году докладывать о первых построенных десятках, а затем сотнях километров дорог.
— В. И. Варенников
7 мая 1992 года ЦДСУ МО СССР, в соответствии с Указом Президента Российской Федерации, вошло в состав создаваемых Вооружённых Сил Российской Федерации (ВС РФ) и стало именоваться ЦДСУ Минобороны России.
Указом Президента Российской Федерации № 1550 от 8 декабря 1992 года ЦДСУ Минобороны России было реорганизовано в Федеральное дорожно-строительное управление при Министерстве обороны Российской Федерации (ФДСУ при Минобороны России), тем самым управление превращено из структурного подразделения аппарата Минобороны России в государственное учреждение при данном министерстве. На управление было возложено выполнение установленных Минобороны России заданий по строительству и реконструкции АД в Российской Федерации, а также решение задач по развитию инфраструктуры села, строительству жилья для лиц офицерского состава, прапорщиков, военнослужащих сверхсрочной службы, гражданского персонала ФДСУ и его формирований. Этим же Указом начальником ФДСУ при Минобороны России был назначен генерал-лейтенант И. Д. Марчук.
Пунктом 4 данного Указа № 1550 было установлено, что дорожно-строительные воинские формирования ФДСУ при Минобороны России не входят в состав Вооружённых Сил Российской Федерации, и состоят вне норм численности ВС РФ.
В начале 1993 года, в связи с изменениями в экономике государства (переход от плановых к рыночным экономическим отношениям), отсутствием призывного контингента, ограничением финансирования, было принято решение об организационной перестройке ФДСУ при Минобороны России, переходе на хозяйственный расчёт (хозрасчёт) и самостоятельную окупаемость (самоокупаемость), для этого были сокращены (переформированы) соединения и части (бюджетные) ФДСУ при Минобороны России и на их базе были созданы хозрасчётные организации: территориальные дорожно-строительные управления (тдсу), управления дорожно-строительных работ (механизации) [удср (м)], отдельные хозрасчётные участки (охру), отдельные дорожные батальоны (одб) и отдельные дорожные роты (одр).
В 1993 году в состав ФДСУ при Минобороны России была передана из Центрального дорожного управления (ЦДУ) Минобороны России 60 одсбр (штаб-квартира г. Сургут), выполнявшая задачи по строительству и реконструкции АД к объектам нефтегазового комплекса Западной Сибири, строительства промышленных и других объектов, и выпуска промышленной продукции. 17 ноября 1994 года в Сургуте сформирован дорожно-строительный корпус (дск) для строительства в зоне нефтяных и газовых месторождений АД с покрытием из сборного железобетона к газоконденсатным и нефтегазовым месторождениям в Ханты-Мансийском и Ямало-Ненецком автономных округах, а также АД с твёрдым покрытием на юге Тюменской области.
В 1993—1994 годах, в состав ФДСУ при Минобороны России переданы управления инженерных работ (уир), управления начальников работ (унр), военно-строительные отряды (всо) и отдельные военно-строительные роты (овср), выполнявшие задачи по строительству АД Чита — Хабаровск, и в соответствии с Постановлением Правительства России № 632 от 29 июня 1995 года сформировано Управление дск (г. Хабаровск) для руководства строительством автодорогами Чита — Хабаровск (М58, позднее Р297 «Амур»), Хабаровск — Находка («Восток»).
В связи с Постановлением № 1310 от 1 декабря 1994 года «О Федеральной целевой программе совершенствования и развития автомобильных дорог Российской Федерации „Дороги России“ на 1995—2000 годы» география выполнения задач ФДСУ при Минобороны России расширилась от Архангельской области до Приморского края, и стала охватывать территории более 20-ти административно-территориальных субъектов России.
23 апреля 1997 года выходит Указ Президента Российской Федерации № 403 «О дорожной реформе», согласно которому в Российской Федерации создаётся Федеральная дорожная служба России (ФДС России), в соответствии с чем начинаются организационные мероприятия по её созданию. Указом Президента России от 16 июля 1997 года № 726 предписывается реорганизовать ФДСУ при Минобороны России в Федеральное дорожно-строительное управление при Федеральной дорожной службе России (ФДСУ при ФДС России), включив его в состав вновь создающейся вышеупомянутой федеральной службы.
В реальности же, реализация данного Указа № 726 представляла собой довольно сложный процесс, так как самой ФДС России на тот момент ещё фактически не существовало, в связи с чем ФДСУ временно продолжает свою деятельность как и прежде — как госучреждение при Министерстве обороны Российской Федерации. Лишь 13 августа 1997 года утверждается структура и состав Федеральной дорожной службы России, после чего в ФДСУ при Минобороны России начинаются организационные мероприятия по реорганизации его в структуру ФДС России. Однако эти мероприятия так и остались незавершёнными, так как в связи с образованием Федеральной службы специального строительства России (Росспецстроя), Указом Президента Российской Федерации от 6 октября 1997 года № 1066 отменяется действие Указа от 16 июля 1997 года № 726. ФДСУ при Минобороны России ликвидируется, а все воинские формирования, организации и органы управления ими, подчинённые ликвидируемому Федеральному дорожно-строительному управлению передаются в состав Росспецстроя:

<…>
1.  Ликвидировать Федеральное дорожно-строительное управление, действующее как государственное учреждение при Министерстве обороны Российской Федерации.
2. Установить, что Росспецстрой является правопреемником ликвидируемого Федерального дорожно-строительного управления.
3. Включить в состав Росспецстроя воинские части, иные организации и органы управления ими, подчинённые ликвидируемому Федеральному дорожно-строительному управлению.

<…>
— Указ Президента Российской Федерации от 6 октября 1997 года № 1066
На основе ФДСУ при Минобороны России в структуре Центрального аппарата Росспецстроя был образован Департамент дорожного строительства. На основе органов управления воинскими формированиями, учреждениями и организациями ФДСУ, в составе Росспецстроя было образовано Военное дорожно-строительное управление (начальник — полковник Ю. И. Красуцкий), а на основе бывших воинских соединений, частей, учреждений и организаций ФДСУ при Минобороны России, при Росспецстрое были сформированы дорожно-строительные воинские формирования Российской Федерации. 23 февраля 2007 года государственное учреждение «Федеральное дорожно-строительное управление при Министерстве обороны Российской Федерации» исключено из Единого государственного реестра юридических лиц (ЕГРЮЛ) на основании пункта 2 статьи 21.1 Федерального закона от 8 августа 2001 года № 129-ФЗ, как прекратившее свою деятельность.

## Руководство
Начальники
- С. Х. Аракелян, генерал-лейтенант (генерал-полковник с 1990 года) [1988—1992][11];
- И. Д. Марчук, генерал-лейтенант (генерал-полковник с 1994 года) [1992—1997][15][7];

Главный инженер
- В. Д. Ковшов, полковник (генерал-майор с 1989 года) [1988—1997][21][22][23];

## Состав
На 1992 год:
- Управление (штаб), г. Москва, штатная численность на 1993 год центрального аппарата ФДСУ при Минобороны России в количестве 285 единиц[2];
  - управления по видам обеспе́ченья;
    - службы, отделы, отделения;

  - 344-я отдельная учебная дорожная бригада (оудбр — войсковая часть [В/Ч] № ?), из ?-й танковой дивизии (окружной учебный центр [ОУЦ]) ОВО, г. Кагул;
  - 308-я отдельная учебная дорожная бригада (оудбр — В/Ч № 32452), из ?-й танковой дивизии (ОУЦ ПрикВО), пгт. Скала-Подольская[24];
  - 307-я отдельная учебная дорожная бригада (307 оудбр — В/Ч № 32213), из 29-й танковой дивизии (ОУЦ БВО), г. Слуцк, на её базе сформирована, в 1992 года, Школа подготовки младших специалистов ЖДВ, Транспортные войска ВС Белоруссии;
  - 345-я отдельная учебная дорожная бригада (оудбр — В/Ч № 34505), из 197-й мотострелковой дивизии кадра (881-й ТУЦ СКВО), г. Урюпинск[25][26];
  - отдельное Управление Дорожно-Строительных работ (УДСР — В/Ч № 40323) п. Липин Бор, Вологодская область.
  -  ?-я база материально-технического снабжения (? БМТС), г. Урюпинск;
  -  ?-я база автотранспортной и дорожно-строительной техники (? БАТиДСТ), г. Урюпинск;
  - 62-й дорожно-строительный корпус (62 дск), г. Вологда;
    - 323-я дорожно-строительная бригада (323 дсбр, войсковая часть № 39934), г. Вологда, сформирована в ПрибВО;
    -  ?-я отдельная дорожно-строительная бригада (? одсбр), войсковая часть № 39935, с. Тарногский Городок, Тарногский район, Вологодская область, сформирована, с мая по август 1988 года, в Прибалтийском военном округе, под Каунасом (Кармелава);
      - войсковая часть № 92642, с. Тарногский Городок, Тарногский район, Вологодская область;
      -  ?-я отдельная рота? или батальон?, войсковая часть № 32213, с. Тарногский Городок, Тарногский район, Вологодская область;
      -  ?-й отдельный мостостроительный батальон, войсковая часть № 48932 (командир майор Маурин Сергей Владимирович) с. Нюксеница, Нюксенский район, Вологодская область;

    - 322-я отдельная дорожно-строительная бригада (322 одсбр, в/ч 31830), г. Тотьма;
      - в/ч 21028 отдельный батальон в составе 322 одсбр, с. Старое Междуреченский район Вологодская область
      - войсковая часть № 25760, с. Нюксеница, Нюксенский район, Вологодская область;
      - войсковая часть № 39936, с. Верховажье, Верховажский район, Вологодская область;
      -  ?-я отдельная рота, ст. Костылево, пос. Октябрьский, Устьянский район, Архангельская область;

    -  ?-я отдельная дорожно-строительная бригада (? одсбр, в/ч 59962), г. Няндома; Архангельская область.
    -  ?-я отдельная дорожно-строительная бригада (? одсбр), г. Вытегра;
    -  ?-я отдельная дорожно-строительная бригада (? одсбр), г. Тотьма;
    - 327-я дорожно-строительная бригада (327 дсбр, войсковая часть № 52852), г. Великий Устюг;
    -  ?-я отдельная дорожно-строительная бригада (? одсбр), г. Карпогоры;
    -  ?-й отдельный ремонтно-восстановительный батальон (? орвб), г. Вологда;

  - 63-й дорожно-строительный корпус (63 дск), г. Киров;
    -  ?-я отдельная дорожно-строительная бригада (? одсбр), г. Асбест;
    -  ?-я отдельная дорожно-строительная бригада (? одсбр), г. Галич;
    - 335 отдельная дорожно-строительная бригада (335 одсбр, в/ч 33597), г. Глазов, сформирована в ТуркВО, в 1988 году, на базе 94-го понтонно-мостового полка (94 помп — войсковая часть № 06901, г. Фергана)[27];
    - 2529 отдельный дорожно-строительный батальон (г. Глазов)
    -  ? отдельный дорожно-строительный батальон (пгт. Балезино)
    -  ? отдельный дорожно-строительный батальон (пгт. Кез)
    -  ?-я отдельная дорожно-строительная бригада (дсбр), пгт. Игра, сформирована в г. Капчагай САВО, в феврале 1988 года,;
    - 333-я отдельная дорожно-строительная бригада (333 одсбр), г. Котельнич[28];
    - 324-я отдельная дорожно-строительная бригада (324 одсбр), г. Нытва;
    - 336-я отдельная дорожно-строительная бригада (336 одсбр), г. Верещагино;
    -  ?-я отдельная дорожно-строительная бригада (? одсбр), г. Омутнинск, сформирована в ТуркВО, в 1988 г.[28];
    -  ?-я отдельная дорожно-строительная бригада (? одсбр), г. Кильмезь[28];
    -  ?-я отдельная дорожно-строительная бригада (? одсбр), г. Зуевка[28] (сформирована базе Львовского учебного центра ПрикВО);
    -  ?-я отдельный дорожно-строительный батальон (333 одсбр), г. Яранск[28];
    -  ?-й отдельный ремонтно-восстановительный батальон (? орвб), г. Глазов;
    -  ?-й отдельный ремонтно-восстановительный батальон (? орвб), г. Мантурово;
    -  ?-й отдельный ремонтно-восстановительный батальон (? орвб), г. Зуевка;

  - 65-й дорожно-строительный корпус (65 дск), г. Рязань;
    -  ?-я отдельная дорожно-строительная бригада (? дсбр), г. Мценск;
    -  ?-я отдельная дорожно-строительная бригада (? дсбр), г. Залегощь;
    -  ?-я отдельная дорожно-строительная бригада (? дсбр), п. Красные Баки, Горьковская область;
    -  ?-я отдельная дорожно-строительная бригада (? дсбр), г. Сасово;
    -  ?-я отдельная дорожно-строительная бригада (? дсбр), г. Шарья;
    -  ?-й отдельный ремонтно-восстановительный батальон (? орвб).

В 1993 году переданы:
- 60-я отдельная дорожно-строительная бригада (60 одсбр), находящаяся в распоряжении Министерства топлива и энергетики Российской Федерации;
  - с подчиненными им организациями и частями;
- 1310-е строительное управление (1310 су), Главное военно-строительное управление Министерства обороны Российской Федерации (ГВСУ Минобороны России);
  - с подчиненными им организациями и частями;
- 468-е управление начальника работ (468 унр), ГВСУ Минобороны России;
  - с подчиненными им организациями и частями;
- 18-й отдел строительства автомобильных дорог, Главное квартирно-эксплуатационное управление Министерства обороны Российской Федерации (ГКЭУ Минобороны России);
  - с подчиненными им организациями и частями[2].

На 1997 год:
- Управление (штаб);
  - управления по видам обеспе́ченья;
    - службы, отделы, отделения;

  - Московское высшее военное дорожное инженерное училище, с 27 мая 1994 г.[29];
  - пансионат;
  - Дом отдыха «Дорожник»;
  -  ?-я база материально-технического снабжения (? БМТС), г. Урюпинск;
  -  ?-я база автотранспортной и дорожно-строительной техники (? БАТиДСТ), г. Урюпинск;
  - 377-я отдельная смешанная авиационная эскадрилья, Вологда;
  - 0493-й хозрасчётный участок ФДСУ (ГУП)[30];
  - Общественная организация Совета ветеранов, пенсионеров и инвалидов федерального дорожно-строительного управления при Министерстве обороны Российской Федерации — «Автодорожник»[31];
  - дорожно-строительный корпус (дск), г. Вологда;
  - 63 дск, г. Киров, расформирован 20 октября 1999 года[28];
  - 65-й дорожно-строительный корпус (65 дск), г. Рязань;
    - 1373-е территориальное дорожно-строительное управление (1373 тдсу) г. Рязань;

  - 78-й дорожно-строительный корпус (78 дск), г. Сургут, управление которого было сокращено в 1999 году[16];
    -  ?-я отдельная дорожно-строительная бригада (войсковая часть № 41141), в 1998 году, ликвидирована[16];

  - 64-й дорожно-строительный корпус (64 дск — В/Ч № 73973), г. Хабаровск[17][32];
    - ?-е территориальное дорожно-строительное управление (? тдсу), село Васильевка, Амурская область.

## Деятельность
За период с 1988 года по 1992 год было построено (реконструировано), оборудовано и введено в эксплуатацию:
- около 500 военных городков, промышленных баз и полевых лагерей;
- 80 асфальтобетонных заводов;
- 33 цементобетонных завода;
- 54 механизированных битумохранилища;
- 40 (25 километров) железнодорожных тупиков (веток)[11];
- около 200 карьеров (постоянных и временных) щебёночно-гравийных материалов и песчано-гравийных смесей[33];
- 2242 километров АД,
  - АД общего пользования 802 км,
  - внутрихозяйственных АД 1440 км;
- произведено 1 150 000 тонн асфальтобетонной смеси;
- обучено (доподготовленно) по 105-ти ВУС около 32 000 военнослужащих[11];

За период с 1992 года по 1998 год было построено (реконструировано), оборудовано и введено в эксплуатацию:
- около 7000 км АД[5],
  - 5200 км АД общего пользования;
- 266 мостов[5];
- 6600 водопропускных труб[5];
- отсыпано более 104 000 000 кубических метров земляного полотна[5].